# Charles Hargens
Charles William Hargens, Jr. (* 30. April 1893 in Hot Springs, Fall River County, South Dakota; † 30. Januar 1997 in Glenside, Montgomery County, Pennsylvania) war ein US-amerikanischer Maler.

## Leben
Charles Hargens wurde 1893 als Sohn des Landarztes Charles Hargens senior (1866–1957) und einer Lehrerin in Hot Springs im US-Bundesstaat South Dakota geboren. Nachdem seine Eltern 1902 geschieden worden waren, zog er mit seiner Mutter nach Council Bluffs in Iowa. In der Folgezeit verdiente sich der Zeichenbegabte ein Zusatzeinkommen durch den Verkauf naturgetreuer Zeichnungen von Häusern sowie Gehöften seiner Nachbarn. Zudem traf er auf die indigene Bevölkerung Amerikas und westliche Landschaften, was seine spätere Kunst entscheidend beeinflussen und bereichern sollte.
Charles Hargens übersiedelte später nach Philadelphia, dort studierte er an der Pennsylvania Academy of the Fine Arts. Ein Stipendium ermöglichte ihm ein Kunststudium in Paris in Frankreich. Er war im Anschluss als Illustrator für Wildwestromane von Zane Grey und für Zeitschriften wie The Saturday Evening Post, Liberty, McCall’s und Boy’s Life tätig. Überdies entwarf Hargens Werbeplakate, darunter für Coca-Cola. 1940 verlegte er seinen Wohnsitz nach Carbersville im Bucks County in Pennsylvania. Charles Hargens heiratete 1917 die Modezeichnerin Marjorie geborene Garman (1895–1978), mit der er einen Sohn hatte. Er verstarb 1997 im hohen Alter von 103 Jahren.
Der renommierte Maler und Illustrator Charles Hargens erlangte insbesondere Bekanntheit durch seine Szenen aus dem »Wilden Westen«. 1982 wurde ihm die Ehrendoktorwürde der Schönen Künste der Dakota Wesleyan University verliehen.